# Sławomir Pikuła
Sławomir Pikuła (ur. 1954 w Warszawie) – profesor dr hab. nauk biologicznych, pracownik naukowy Instytutu Biologii Doświadczalnej im. M. Nenckiego PAN (kierownik Pracowni Biochemii Lipidów, od 2003 r. członek Rady Naukowej), redaktor naczelny kwartalnika Postępy Biochemii.
Członek Komitetu Biochemii i Biofizyki oraz Komitetu Biologii Molekularnej Komórki Wydziału II Nauk Biologicznych i Rolniczych Polskiej Akademii Nauk, Polskiego Towarzystwa Biochemicznego oraz European Calcium Society. 
Współzałożyciel Polskiego Stowarzyszenia Miłośników Fantastyki. W latach 1985–1986 zastępca redaktora naczelnego czasopisma Feniks. Były członek redakcji miesięcznika Kosmos. 

## Wybrane publikacje naukowe
- Udział ATPaz transportujących kationy oraz aniony organiczne w utrzymaniu homeostazy wapnia i procesie detoksykacji komórek mięśniowych i niemięśniowych, Instytut Biologii Doświadczalnej im. M. Nenckiego PAN, 1995 - rozprawa habilitacyjna[2]
- Błony biologiczne (wspólnie z Krzysztofem Dołowym i Adamem Szewczykiem), Wydawnictwo Naukowe Śląsk, 2003, ISBN 83-7164-295-4

## Twórczość literacka
- Więź (debiut, Merkuriusz, 1978[1]),
- Fale na wodzie (Politechnik 39, 1979[1]; przedruk w: Polska nowela fantastyczna. T. 6: Przepowiednia, Warszawa, ALFA, 1986),
- Than (fragment niewydanej powieści, antologia Sposób na Wszechświat, Katowice, ŚKF, 1982),
- Poczet potworów letnich (wspólnie z Leszkiem Kleczkowskim, Warszawa, Kraj. Ag. Wydaw., 1985),
- Kosmopięt Arabeusz Galaktyczny rywalem czy pierwowzorem Ijona Tichego (Feniks 1-2 (3-4), 1985),
- U źródła nocy (w: Rok 1984 - Antologia współczesnej SF, Warszawa, Almapress, 1988).